# Tansy Davies
Pour les articles homonymes, voir Davies.
Tansy Davies (née le 29 mai 1973 à Bristol) est une compositrice anglaise de musique classique contemporaine. Elle a remporté le Concours des jeunes compositeurs de la BBC en 1996 et a écrit des œuvres pour des ensembles tels que l'Orchestre symphonique de Londres, l'Orchestre symphonique de la BBC et le BBC Scottish Symphony Orchestra

## Biographie
Tansy Davies a commencé à chanter et jouer de la guitare dans un groupe de rock. Elle a développé son intérêt pour la composition dans son adolescence et a étudié la composition et le cor anglais au Colchester Institute (en). Elle a poursuivi des études plus approfondies avec Simon Bainbridge à la Guildhall School of Music and Drama et avec Simon Holt. Tansy Davies a été compositrice en résidence au Royal Holloway, Université de Londres (où elle a acquis un doctorat) et enseigne actuellement à la Royal Academy of Music de Londres. Elle a aussi travaillé pendant trois ans en jouant du cor anglais et a été membre du Moon Velvet Collective.

## Œuvres
- The Void in This Colour (2001) – ensemble de chambre de 13 instrumentistes[3]
- Inside Out ii (2003)[4]
- Genome (2003)
- Spiral House (2004) – trompette et orchestre (commande du BBC Scottish Symphony Orchestra)
- neon (2004) – ensemble de chambre de 7 instrumentistes[5]
- Iris (2004) – saxophone soprano et ensemble de chambre de 15 instrumentistes (commande du Cheltenham Music Festival)[6]
- Tilting (2005) – orchestre (commande de l'Orchestre symphonique de Londres)
- Spine (2005) – (commande du Festival d'Aldeburgh)
- Falling Angel (2006) – ensemble de chambre de 17 instrumentistes
- Streamlines (2006) – orchestre
- grind show (electric) – ensemble de chambre de 5 instrumentistes plus électronique[7]
- kingpin (2007) – orchestre de chambre
- Adorned (2008) – cordes, clarinette basse, cymbalum et harmonium
- Hinterland (2008) – ensemble de chambre[8]
- Rift (2008) – orchestre
- Leaf Springs (2008)[9]
- grind show (unplugged) - (2008)[10]
- Destroying Beauty (2008) – voix et piano [11]
- This Love (2009) – ténor et piano [12]
- Static (2009) – ténor et piano [13]
- Troubairitz [14](2010) – soprano et percussion [15]
- Wild Card (2010) – orchestre[16]
- Greenhouses (2011) – voix de femme, flûte alto, percussion et contrebasse[17]
- Christmas Eve (2011) – voix mixtes[17]
- Aquatic (2011) – duo cor anglais et percussion [18]
- Nature (2012) – concerto pour piano et 10 instrumentistes [19]
- Delphic Bee (2012) – wind nonet [20]

## Source de la traduction
- (en) Cet article est partiellement ou en totalité issu de l’article de Wikipédia en anglais intitulé « Tansy Davies » (voir la liste des auteurs).